# Високият рус мъж с черната обувка
„Високият рус мъж с черната обувка“ (на френски: Le Grand Blond avec une chaussure noire) е френска кинокомедия от 1972 г. През 1973 г. филмът получава наградата Сребърната мечка на Международния филмов фестивал в Берлин . През 1976 г. получава немската награда Златният екран. Две години по-късно излиза продължението на филма „Завръщането на високия рус мъж“. Главната роля играе Пиер Ришар. През 1985 г. излиза нова версия на филма със заглавие „Мъжът с червената обувка“, където главната роля се изпълнява от Том Ханкс.

## В ролите
| Изпълнител     | Роля              |
| -------------- | ----------------- |
| Пиер Ришар     | Франсоа Перен     |
| Жан Рошфор     | Луи Тулуз         |
| Бернар Блие    | Бернар Милан      |
| Мирей Дарк     | Кристин           |
| Пол льо Персон | Пераш             |
| Жан Карме      | Морис Льофевър    |
| Колет Кастел   | Полет             |
| Жан Содре      | Пусе              |
| Морис Барие    | Шаперон           |
| Робер Далбан   | човекът от Милано |